# Benjamin Kouadio
 (novembre 2011).
Si vous disposez d'ouvrages ou d'articles de référence ou si vous connaissez des sites web de qualité traitant du thème abordé ici, merci de compléter l'article en donnant les références utiles à sa vérifiabilité et en les liant à la section « Notes et références ».
Benjamin Kouadio, né le 28 février 1967 à Bouaké (Côte d'Ivoire) et mort le 30 mai 2019, est de formation professeur d’arts plastiques. Par ailleurs, il est un illustrateur, scénariste et auteur de bandes dessinées ivoirien.

## Biographie
Il fait ses études primaires et secondaires à Bouaké en Côte d'Ivoire. Après son BEPC en 1982, il entre à l’École Nationale des Beaux-Arts d'Abidjan. Au département de communication, il se spécialise en bande dessinée et illustration. Il présente le diplôme national sur le thème Lutte contre la délinquance juvénile et l'obtient en 1988. Deux ans plus tard, il présente le diplôme national supérieur des beaux-arts sur Soundjata ou l'épopée mandingue de Djibril Tamsir Niane. Il l'obtient avec la mention « bien ». Depuis 1990, il est professeur d'arts plastiques. Il a illustré de nombreux ouvrages de littérature enfantine et des manuels scolaires pour le compte d'éditeurs locaux et internationaux.
Parallèlement à l’enseignement, il continue son autre métier qu’est la bande dessinée. Il publie son premier album en 1999. Il est intitulé John Koutoukou : responsable irresponsable et édité par les Céda dans la collection humour. La crise politique qui a duré dix années en Côte d’Ivoire ne lui permet pas de se faire éditer. En 2013, il sort d’un coup quatre albums : Les envahisseurs à Harmattan BD et dans la série John Koutoukou (Abidjan est gâtée !, Quittons dans ça !, Le sida tue, et alors ?) aux éditions Eburnie.
En 2005-2006, il reçoit une mention spéciale pour sa BD en noir et blanc intitulée Drame familial : l’adoption au concours Africa e Mediterraneo.
Il participe à des albums collectifs tels qu’Éclats d’Afrique 1, 2 et 3 édités par COMIX35/PJA, Africa comics 2009-2010 avec sa bande dessinée de deux planches Pauvreté morale. En 2010, un numéro spécial, le numéro 29, du magazine BDzine lui est consacré.
Il crée en 2013 Les Studios Kbenjamin, une entreprise spécialisée dans la conception de bandes dessinées, d’affiches, de logos et de multimédia.

## Personnages
Son penchant pour le neuvième art le pousse à créer, à l'âge de 15 ans, John Koutoukou, un  personnage moralisateur de la société. Il fustige dans ses bandes dessinées des tares sociales comme la corruption, l'injustice, le racisme, etc. Le genre utilisé est l'humour.
Un autre personnage a vu le jour en 1991 : Petit Débrouyair. Il s'agit d'un petit garçon espiègle et malicieux évoluant dans le système D (« débrouillardise »). De nature toujours optimiste, il sait qu'il trouvera sa pitance journalière. Celui qu'il appelle affectueusement « Vieux Père » (Dieu) veille au grain. Il vit ses aventures dans des histoires complètes de 20, 32 ou 48 planches.

## Carrière

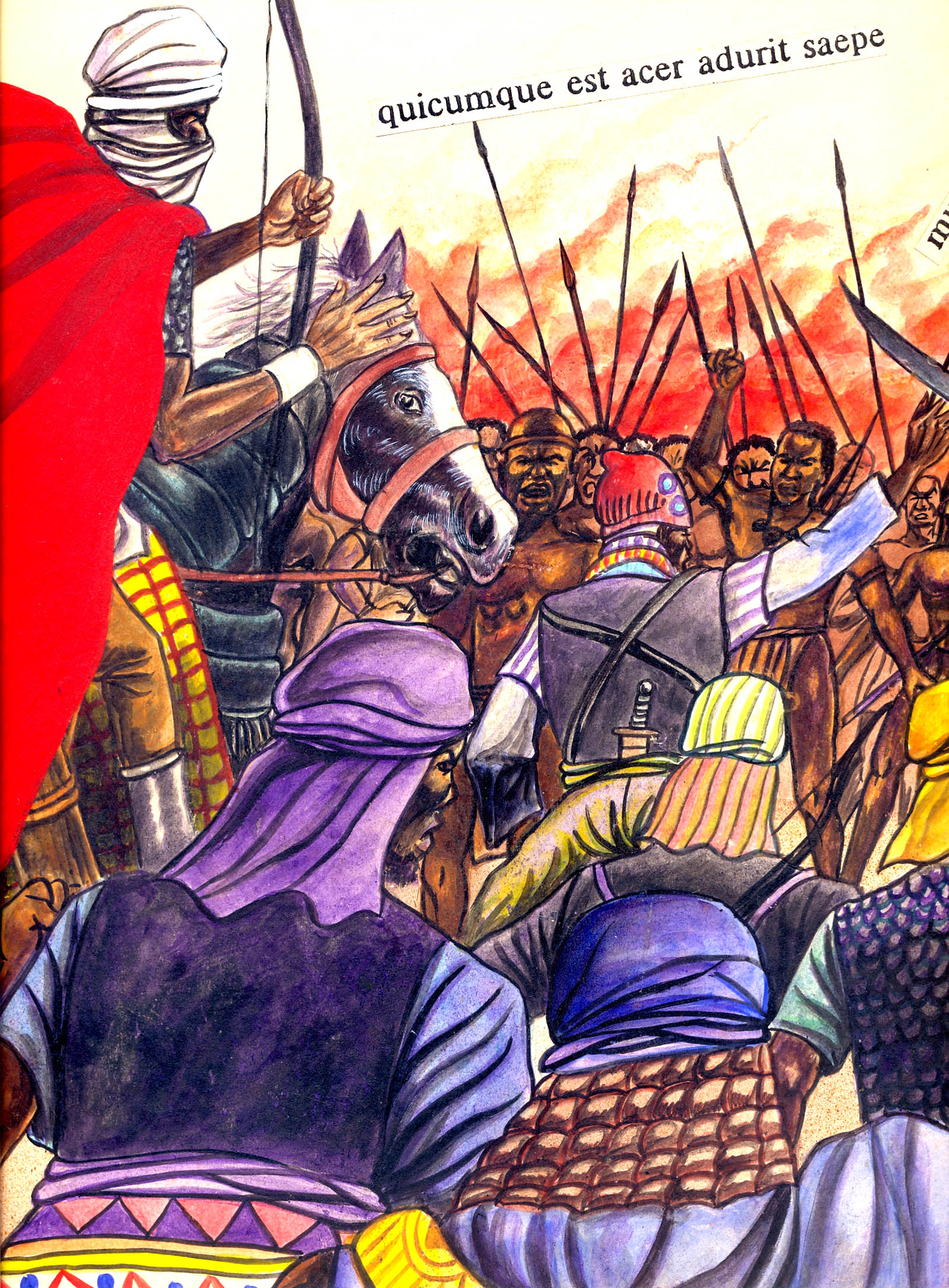
Soundjata lors de la bataille de Kirina en 1235. Illustration réalisée à la peinture Flash.

En matière de bande dessinée personnelle, son premier album John Koutoukou « Responsable irresponsable » paraît en 1999 dans la collection humour aux éditions CEDA.
En 2005-2006, il reçoit un « Prix mention spéciale » pour sa BD en noir et blanc intitulée Drame familial au concours international de bande dessinée Africa e Mediterraneo. En 2010, il refait parler de lui en participant à l'album collectif Éclats d'Afrique, publié par les éditions CLE et en collaborant au magazine de la jeunesse africaine, JouvAfrique (en particulier le N°3). Les années se succèdent et il est encore présent sur dans le collectif Africa comics 2009 – 2010 avec son œuvre Pauvreté morale.
C'est en décembre 2012 que Kouadio publie son second album intitulé Les envahisseurs, chez L’Harmattan BD, œuvre faisant la satire des rapports entre villageois et citadins de la Côte d’Ivoire d’aujourd’hui.
En 2013, l’album Les Envahisseurs est sorti chez L’Harmattan (Paris) en janvier 2013, suivi d'autres albums de la série John Koutoukou sortis au mois de juin 2013. En 2015, il publie une fois de plus une œuvre intitulée "Galère Pécuniaire".
En 2018, il publie son œuvre Drap à Onmagépa.

## Œuvres

### Bande dessinée
- John Koutoukou :

1. Responsable Irresponsable, Centre d'édition et de diffusion africaines, 1999  (ISBN 2-86394-343-X).
2. Quittons dans ça, Eburnie, 2013  (ISBN 978-2-84770-212-5).
3. Abidjan est gâtée, Eburnie, 2013  (ISBN 978-2-84770-211-8).
4. Le sida tue, et alors?, Eburnie, 2013  (ISBN 978-2-84770-213-2).

- Drame familial, mention spéciale au Prix Africa & Mediterraneo pour la meilleure BD africaine inédite, Africa comics 2005-2006[11]
- Les Envahisseurs, L'Harmattan, coll. « L'Harmattan BD », 2013  (ISBN 978-2-336-00227-9).
- Petit Débrouyar, Les Studios Kbenjamin :

1. Galère pécuniaire !, 2015  (ISBN 978-2-9553523-0-4).

### Illustration
- Kayéli de Chantal Iritié Boan Lou aux NEI
- Kaskou l'intrépide de Micheline Coulibaly aux NEI, 2002  (ISBN 2-84487-159-3)
- Je lis et j'écris de G. Loba, no 129, Les Classiques Africains, 2009  (ISBN 978-99949-26-16-9)